# Kaneelvleugelspreeuw
De kaneelvleugelspreeuw (Onychognathus tenuirostris) is een vogelsoort uit de familie Sturnidae.

## Verspreiding en leefgebied
Deze soort komt voor in de zuidelijke helft van Afrika en telt twee ondersoorten:
- O. t. tenuirostris: Eritrea en Ethiopië.
- O. t. theresae: van oostelijk Congo-Kinshasa tot Oeganda, Kenia, Tanzania en Malawi.